# Brace Against the Storm
Brace Against the Storm er det andet studiealbum fra den danske singer-songwriter Jacob Dinesen. Det udkom den 4. november 2016, og indeholder bl.a. singlerne "Roll with Me" og "Jessie", som blev meget spillet på bl.a. DR P4.
Brace Against the Storm modtog fire ud af seks stjerner i musikmagasinet GAFFA. Det gik direkte ind som nummer 1 på den danske albumhitliste og solgte over 10.000 eksemplarer, hvilket certificerede det guld.

## Spor
1. "Beautiful Sight" - 3:41
2. "Take Me To The River" - 3:38
3. "Torn Pride" - 3:57
4. "The Letter" - 3:52
5. "Jessie" - 3:39
6. "Roll With Me" - 4:03
7. "Brace Against The Storm" - 4:09
8. "Goodhearted Father" - 4:21
9. "Long Run" - 4:25
10. "My Old Friend" - 4:51